# Aegus bigibbosus
Aegus bigibbosus is een keversoort uit de familie vliegende herten (Lucanidae). De wetenschappelijke naam van de soort is voor het eerst geldig gepubliceerd in 1897 door Ritsema.